# Nowa Dęba
Nowa Dęba là một thị trấn thuộc huyện Tarnobrzeski, tỉnh Podkarpackie ở đông-nam Ba Lan. Thị trấn có diện tích 17 km². Đến ngày 1 tháng 1 năm 2011, dân số của thị trấn là 11237 người và mật độ 673 người/km².